# Warwick Lindsay Scott
Sir Warwick Lindsay Scott (* 1892; † 17. Juni 1952) war ein britischer Offizier und Staatsbeamter.

## Leben und Tätigkeit
Von 1914 bis 1919 war Scott bei der Marine mit der Räumung von Minen befasst. 1919 trat er ins Londoner Colonial Office ein. Noch im selben Jahr wurde er in das Air Ministry (Luftfahrtministerium) versetzt. Dort wurde er 1936 Leiter der Personalabteilung.
In der Regierung Churchill wurde Scott 1940 zum stellvertretenden Unterstaatssekretär im Luftfahrtministerium unter Max Aitken, 1. Baron Beaverbrook ernannt. Als zweiter Sekretär des inzwischen Ministeriums für Flugzeugproduktion (Ministry of Aircraft Production) war er von 1940 bis 1946 mit der Beaufsichtigung der britischen Flugzeugproduktion während des Krieges befasst. 1942 wurde er zum Knight Commander des Order of the British Empire geschlagen.
Nach Kriegsende war Scott im Versorgungsministerium (Ministry of Supply) tätig. Anschließend amtierte er als Direktor der Abteilung für Forschung und Entwicklung der Firma Power Jets Ltd, eines damals führenden Konzerns im Bereich der Fortentwicklung der damals neuen Turbinentechnik.